# Světový pohár v biatlonu 2023/2024 – Lenzerheide
3. podnik Světového poháru v biatlonu v sezóně 2023/2024 probíhal od 14. do 17. prosince 2023 ve švýcarském Lenzerheide. Na programu podniku byly závody ve sprintech, stíhací závody a závody s hromadným startem.
V Lenzerheide se závody světového poháru konaly poprvé, v lednu 2023 se zde uskutečnilo mistrovství Evropy. Areál bude o rok později hostit Mistrovství světa. 

## Program závodů
Oficiální program: 
| Datum        | Disciplína                       | Začátek (SEČ) | Počet závodníků |
| ------------ | -------------------------------- | ------------- | --------------- |
| 14. prosince | Sprint (ženy)                    | 14:15         | 83              |
| 15. prosince | Sprint (muži)                    | 14:15         | 93              |
| 16. prosince | Stíhací závod (ženy)             | 12:45         | 58              |
| 16. prosince | Stíhací závod (muži)             | 14:40         | 58              |
| 17. prosince | Závod s hromadným startem (ženy) | 12:30         | 30              |
| 17. prosince | Závod s hromadným startem (muži) | 14:45         | 30              |

## Průběh závodů

### Sprinty
V ženském závodě startovalo kvůli onemocnění ještě méně závodnic než v Hochfilzenu – chyběla např. vítězka dvou závodů z dosavadního průběhu sezóny Lou Jeanmonnotová. 
Po první střelbě se průběžně dostala do čela bezchybná Lucie Charvátová, ale brzy ji předjela nejrychleji běžící Francouzka Justine Braisazová-Bouchetová. Po druhé střelbě se nejdříve udržovala v čele Norka Marit Ishol Skoganová, ale pak se opět před ni dostala Braisazová-Bouchetová, která se na všech mezičasech udržovala v čele a v závodě nakonec zvítězila. Jednalo se o její páté vítězství v závodech Světového poháru, ale první ve sprintu a o první od narození dcery. Čistě střílela také Italka Lisa Vittozziová, která dojela do cíle 17 vteřin za Francouzkou, a norská lídryně celkového hodnocení Světového poháru Ingrid Landmark Tandrevoldová. Ta odjížděla z poslední střelby 12 vteřin za Braisazovou-Bouchetovou, ale už nedokázala zrychlit a se stejnou ztrátou dojela do cíle a obsadila druhé místo. Vittozziová skončila třetí.

Z českých reprezentantek se dařilo Tereze Voborníkové, která dobrým během a především bezchybnou střelbou obsadila deváté místo. „Já jsem dneska nejvíc ztrácela ve sjezdech. ... Já jsem se bála, že tam upadnu, takže jsem jela v té pomalejší stopě,“ přiznala po závodě. Markéta Davidová jela na lyžích ještě rychleji, ale při každé střelbě nezasáhla jeden terč a skončila 18. Lucie Charvátová při střelbě vstoje nezasáhla tři terče a dojela na 33. místě. Jessica Jislová udělala také tři chyby na střelnici a umístila se čtyři pozice za ní. Do stíhacího závodu nepostoupila jen Tereza Vinklárková, která také nezasáhla celkem tři terče, ale běžela pomalu.
České reprezentantky si spíše než na pomalé lyže stěžovaly na nestejně připravenou trať, která byla někde zledovatělá a jinde se do ní lyžemi bořily. „Já myslím, že se to [servisnímu týmu] povedlo dobře. Ta trať ale nebyla dobře připravená, byla na tom velká sklenice,“ komentovala to Charvátová.
Ve sprintu mužů zastřílel jako první obě položky čistě Nor Sturla Holm Laegreid, který se také dostal v cíli do průběžného vedení. Hned  po něm však přijel Němec Philipp Horn, který dosáhl naprosto stejného výsledného času. Brzy všechny předstihl další Němec Philipp Nawrath, který sice po poslední střelbě ztrácel na Laegreida devět vteřin, ale v posledním kole výrazně zrychlil. To dokázal také další Němec Benedikt Doll, který zasáhl všechny terče a už po poslední střelbě měl náskok 19 vteřin, který v posledním kole navýšil na 39 vteřin. V druhé polovině startovního pole jel Nor Johannes Thingnes Bø. Udělal jednu střeleckou chybu při první položce, ale první dvě kola jel nejrychleji. Po poslední střelbě odjížděl se ztrátou 4,5 vteřiny na Dolla, v posledním běžeckém okruhu již nedokázal zrychlit a dostat se před Němce a skončil tak na druhém místě 5,5 vteřiny za ním. Ryze německo-norské rozšířené pódium zkompletoval šestý Johannes Kühn. Žlutý trikot udržel při neúčasti Samuelssona Nor Tarjei Bø, kteýr se třemi střeleckými omyly dojel na 14. místě.

Českým závodníkům se nedařilo střelecky – Michal Krčmář nezasáhl při každé položce jeden terč a skončil na 25. místě, Jakub Štvrtecký se stejným počtem chyb o pět míst za ním. Body nezískali Jonáš Mareček za 43. místo (3 chyby) a Mikuláš Karlík za 75. místo (4 chyby). Adam Václavík nestartoval kvůli nachlazení.

### Stíhací závody
Vítězka předchozího sprintu, Francouzka Justine Braisazová-Bouchetová, se udržovala na prvním místě i ve stíhacím závodě. Až na šest vteřin se jí přiblížila její krajanka Julia Simonová a obě si vypracovaly více než minutový náskok před ostatními. Na poslední střelbu přijížděla Braisazová-Bouchetová s náskokem půl minuty, ale nezasáhla jeden terč a odjížděla do posledního kola jen 7,5 vteřiny před čistě střílející Simonovou. Ta však už nedokázala jet rychle a skončila v cíli o téměř půl minuty druhá. Na poslední střelbu přijížděla jako třetí Němka Janina Hettichová-Walzová, ale když zde udělala svoji první střeleckou chybu, dostala se na třetí místo Norka Marit Ishol Skoganová. Tu sice v posledním kole dojížděla další Němka Franziska Preussová, ale Skoganová o dvě vteřiny bronzovou pozici udržela a poprvé se v závodech světového poháru umístila na stupních vítězů.

Z českých biatlonistek se dařilo Markétě Davidové, která nezasáhla jeden terč při druhé střelbě, ale pak střílela čistě a do posledního kola odjížděla na osmé pozici. Ihned ji sice předjela Švédka Elvira Öbergová, ale deváté místo je pro Davidovou nejlepší umístění za posledních deset měsíců. Tereza Voborníková si se čtyřmi střeleckými chybami oproti sprintu pohoršila a dojela dvacátá; Jessica Jislová si naopak s jen jedním střeleckým omylem polepšila o 14 pozic a skončila na 23. místě. Nejhorší z Češek byla na padesátém místa s osmi nezasaženými terči Lucie Charvátová. České biatlonistky neměly dobře připravené lyže, jak vyplývá z rozhovoru s Voborníkovou  i z vyjádření mluvčího Českého svazu biatlonu, i když Davidová naopak řekla, že „dneska to bylo hezké lyžování.“
V závodě mužů se v čele udržovali stejně jako ve sprintu němečtí a norští závodníci, po střeleckých chybách však byli Němci předstiženi na předních příčkách Nory. Ve druhém kole dostal do vedení Johannes Thingnes Bø, který se pak tradičně rychlým během udržoval v čele. Při první střelbě vstoje však nezasáhl dva terče a těsně jej předjel jeho krajan Sturla Holm Laegreid. Spolu přijeli na poslední střelbu, kde však Laegreid udělal svou první střeleckou chybu, a tak Bø odjížděl s dvacetivteřinovým náskokem, který udržel a jako prvním muž v probíhající sezóně zvítězil ve více než jednom individuálním závodě, čímž si zajistil také posun do čela celkového hodnocení. Na třetím místě jel od poloviny závodu další Nor Endre Strømsheim, který běžel nejrychleji ze všech. Před poslední střelbou byl těsně za oběma kolegy, ale při ní mu do příkopu před střeleckými stavy upadl zásobník a při jeho vyzvedávání ztratil čtvrt minuty. Druhého Laegreida však dokázal dojet, na začátku posledního sjezdu jej předjel a poprvé v kariéře se tak dostal na stupně vítězů. Stejně jako v předcházejícím stíhacím závodě v Hochfilzenu tak byli opět na prvních třech místech pouze norští biatlonisté.

Z českých závodníků byl nejlepší Michal Krčmář, který udělal stejně jako při předchozím stíhacím závodě čtyři střelecké chyby a dojel 26. Na 35. místě skončil se stejným počtem chyb Jakub Štvrtecký a těsně za ním s dvěma chybami Jonáš Mareček, který si jako jediný z českého týmu polepšil oproti sprintu.

### Závody s hromadným startem
V závodě žen se po první střelbě oddělila pětice biatlonistek, mezi nimiž byla i vítězka obou předcházejících závodů, Francouzka Justine Braisazová-Bouchetová. Při druhé střelbě však musela ručně dobíjet jeden náboj a dostalo se před ni pět závodnic, které vedla její krajanka Julia Simonová, přestože jako jediná z nich nezastřílela úvodní položky bezchybně. Simonová však udělala při první střelecké položce vstoje další chybu a Braisazová-Bouchetová se opět dostala do čela, tentokrát s náskokem deset vteřin před Italkou Lisou Vittozziovou. Ta však běžela pomaleji, a tak Braisazová-Bouchetová po poslední střelbě odjížděla do posledního kola s náskokem 18 vteřin před Hannou Öbergovou. Do něj vyjížděla ze čtvrtého místa její sestra Elvira Öbergová, která se už na prvním mezičase dostala na druhé místo, ale Francouzku už nedojela. Braisazová-Bouchetová tak zvítězila ve všech závodech v tomto kole světového poháru. Slavila i Hanna Öbergová, která se poprvé v tomto ročníku probojovala na stupně vítězů.

Všem českým biatlonistkám se v tomto závodě nedařila střelba – nezasáhly celkem po čtyřech terčích. Markéta Davidová běžela opět rychle, ale v průběhu závodu se nedostala výše než na 15. místo, na kterém taky přijela do cíle. O tři pozice za ní dojela Tereza Voborníková, která střílela rychle, ale běžela pomaleji. Jessica Jislová skončila mezi posledními na 26. místě.
Do závodu mužů nebylo Mezinárodní biatlonovou unií umožněno nastoupit třetímu muži celkového pořadí Světového poháru, Noru Sturlu Holmu Laegreidovi, z důvodu porušení pravidel bezpečnosti při manipulování se zbraní. V místě ubytování norského týmu mělo dojít k tomu, že Laegreid omylem vypálil výstřel při tzv. střelbě nasucho, což je jedna z metod tréninku biatlonistů. Při incidentu nebyl nikdo zraněn.

Ve vlastním závodě se po první střelecké položce dostal do čela Francouz Émilien Jacquelin, který pak i podruhé zasáhl všechny terče a odjížděl první s náskokem téměř čtvrt minuty. Pak mu však došly síly a předjeli jej Norové Tarjei Bø a Johannes Dale-Skjevdal. Čelo závodu dvakrát dojížděl nejrychleji běžící Johannes Thingnes Bø, který se však vinou celkově dvou střeleckých chyb vždy posunul dozadu. Při poslední střelbě ale Johannes Bø jako jediný z prvních jedenácti závodníků, kteří přijeli na střelnici, zastřílel bezchybně, a odjížděl po ní s téměř dvacetivteřinovým náskokem, se kterým zvítězil. Druhý jel s náskokem osmi vteřin Tarjei Bø, kterého však v polovině posledního kola předjel Dale-Skjevdal. Potřetí tak v tomto ročníku světového poháru obsadili první tři místa pouze norští biatlonisté.

Michalu Krčmářovi se dařilo především střelecky: nezasáhl pouze jeden terč při druhé střelbě. „Pátá rána vleže mě moc mrzí. Při přebíjení mi sjel prst, musel jsem proto ránu odložit a předržel jsem ji,“ vysvětloval pak důvod. Do posledního kola odjížděl sedmý, ale předjel ho Němec David Zobel. V cílové rovině pak Krčmář bojoval s Italem Tomasso Giacomelem o osmé místo, které získal s náskokem jedné desetiny vteřiny. Poprvé po téměř roce se tak dostal do první desítky závodníků v cíli.

## Umístění na stupních vítězů

### Muži
| Disciplína                        | První místo          | Výkon             | Druhé místo            | Výkon             | Třetí místo          | Výkon             |
| Sprint (10 km)                    | Benedikt Doll        | 23:15,8 (0+0)     | Johannes Thingnes Bø   | 23:21,2 (1+0)     | Philipp Nawrath      | 23:52,6 (1+0)     |
| Stíhací závod (12,5 km)           | Johannes Thingnes Bø | 32:30,0 (0+1+2+0) | Endre Strømsheim       | 32:54,7 (1+0+0+1) | Sturla Holm Laegreid | 32:59,1 (0+0+0+1) |
| Závod s hromadným startem (15 km) | Johannes Thingnes Bø | 35:00,1 (1+0+1+0) | Johannes Dale-Skjevdal | 35:14,7 (0+0+0+1) | Tarjei Bø            | 35:21,9 (0+0+0+1) |

### Ženy
| Disciplína                          | První místo                   | Výkon             | Druhé místo                   | Výkon             | Třetí místo           | Výkon             |
| Sprint (7,5 km)                     | Justine Braisazová-Bouchetová | 22:13,0 (0+0)     | Ingrid Landmark Tandrevoldová | 22:25,2 (0+0)     | Lisa Vittozziová      | 22:30,2 (0+0)     |
| Stíhací závod (10 km)               | Justine Braisazová-Bouchetová | 27:31,0 (1+0+1+1) | Julia Simonová                | 27:56,2 (0+0+2+0) | Marit Ishol Skoganová | 28:44,6 (0+2+0+0) |
| Závod s hromadným startem (12,5 km) | Justine Braisazová-Bouchetová | 36:04,6 (0+0+0+0) | Elvira Öbergová               | 36:10,1 (1+1+0+0) | Hanna Öbergová        | 36:15,2 (1+1+0+0) |

## Pořadí zemí
| Pořadí | Země    | 1. místo | 2. místo | 3. místo | Celkově |
| ------ | ------- | -------- | -------- | -------- | ------- |
| 1.     | Francie | 3        | 1        | 0        | 4       |
| 2.     | Norsko  | 2        | 4        | 3        | 9       |
| 3.     | Německo | 1        | 0        | 1        | 2       |
| 4.     | Švédsko | 0        | 1        | 1        | 2       |
| 5.     | Itálie  | 0        | 0        | 1        | 1       |
|        | Celkem  | 6        | 6        | 6        | 18      |